# Kalcifikace zubní dřeně
Kalcifikace zubní dřeně (někdy též kalcifikující  metamorfóza zubní dřeně, anglicky calcific metamorphosis) představuje patologický proces, při němž dochází k postupnému ukládání tvrdé tkáně uvnitř dřeňové dutiny zubu. Tento jev může být důsledkem poranění zubu. V kořenovém kanálku se rychle tvoří tvrdá tkáň, která kanálek zúží nebo ucpe. Nejčastěji objevuje na předních zubech, projevuje se žlutým zbarvením korunky a obvykle nezpůsobuje bolest. Diagnóza se určuje hlavně z rentgenu, který odhalí zúžení nebo uzavření kořenového kanálku. Může se využít také testování zubní dřeně.
Některé nemoci zubů, jako například dentinová dysplazie nebo dentinogeneze imperfecta typu 2 (dědičné vady tvrdé tkáně zubu), mohou způsobit tento problém. Kalcifikace znamená, že kořenový kanálek zubu se rychle zaceluje tvrdou tkání, což ztěžuje ošetření zubu. Zubaři pak mají problém najít a otevřít ten kanálek, a při pokusech o léčbu se může stát, že se nástroj v kanálku zlomí nebo omylem prorazí stěnu zubu.

## Léčba
Endodontické ošetření u zubu s úplnou kalcifikací zubní dřeně, který nevykazuje žádné příznaky ani zánětlivé změny kolem kořene, je předmětem diskuse. Doporučuje se nejprve zub pravidelně sledovat a vyhodnocovat jeho stav. Podle odborných studií se výskyt kalcifikovaných zubů, u nichž se rozvine zánět zubní dřeně, pohybuje mezi 1 až 16 %. Pokud pacientovi vadí pouze změna zabarvení zubu, lze zvážit vnější bělení při zachování stávající zubní dřeně. V případech, kdy je změna barvy způsobena nepravidelným ukládáním reparativního dentinu, může být nutné provést cílené endodontické ošetření, které umožní bělení zevnitř zubu.